# Сражение у мыса Палос (1938)
Бой у мыса Палос в ночь с 5 на 6 марта 1938 года — одно из важнейших морских сражений гражданской войны в Испании. Бой представлял собой быстротечное (несколько минут) столкновение эскадр противоборствующих сторон, в котором основной удар нанесли республиканские эсминцы с помощью торпед. В результате флагманский корабль франкистской эскадры, тяжёлый крейсер «Балеарес» типа «Канариас», был потоплен, другой крейсер серьёзно повреждён. Это стало самой крупной победой республиканского флота за всю войну.

## Военно-оперативная ситуация
В начале 1938 года инициатива в войне прочно перешла к франкистам. Их крупное наступление на Теруэль увенчалось 22 февраля победой, ставшей поворотным пунктом в войне. Победа под Теруэлем обеспечила силам Франко возможность широкого наступления к морю, чтобы разрезать территорию и силы республиканцев надвое (изолировав Каталонию от южно-центральной зоны). После захвата Теруэля иностранная интервенция расширилась — с 25 февраля до 5 марта на помощь франкистам прибыло около 25 тыс. солдат (в основном итальянских).
В начале марта деятельность флота республиканцев активизировалась после длительной паузы. Требовалось во что бы то ни стало нанести удар по морским коммуникациям противника, чтобы нарушить снабжение и подвоз морем войск. Новый командующий флотом решил нанести удар по франкистским крейсерам, которые находились в Пальма-де-Майорка. Эта задача была поручена Первой флотилии торпедных катеров (3 катера), прикрывать которую должен был Первый дивизион эсминцев. Для поддержки этих сил в море вышел практически весь остававшийся в строю республиканский флот под флагом вице-адмирала де Убиета — два крейсера («Мендес Нуньес» и «Либертад») и пять эсминцев Второго дивизиона («Санчес Баркастеги», «Альмиранте Антекера», «Лепанто», «Гравина» и «Ласага»). Операция должна была начаться утром 5 марта.
Тем временем в море находился конвой франкистов, вышедший из Пальма-де-Майорка. Два крупных транспортных судна, прибывших ранее из Италии, шли на юг в охранении двух канонерских лодок. В дальнем охранении шли крейсера контр-адмирала Мануэля де Виерна — «Балеарес», «Канариас» и «Альмиранте Сервера», которые, чтобы не обогнать тихоходный конвой, совершали вокруг него сложные манёвры. Республиканское командование не знало о выходе противника в море, оставаясь в убеждённости, что франкисты по-прежнему находятся в базе. Но и Виерна, вероятно, также совершенно не предполагал встречи с противником.

## Корабли, участвовавшие в столкновении

### Эскадра республиканцев
- Лёгкий крейсер «Либертад» (б. «Принц Альфонсо»); полное водоизмещение 9240 тонн, 8 (2×3 + 2×1)—152 мм, 4—102 мм, ход до 34 узлов.
- Лёгкий крейсер «Мендес Нуньес»; 6045 т., 6—152 мм, 29 узлов.
- Эсминец «Санчес Баркастеги» (Эскадренные миноносцы типа «Чуррука»); 1800 т., 4—120 мм, 6 (2×3) торпедных аппаратов, 36 узлов.
- Эсминец «Лепанто» (Эскадренные миноносцы типа «Чуррука»), то же.
- Эсминец «Альмиранте Антекера» (Эскадренные миноносцы типа «Чуррука»); 1914 т., 4—120 мм, 6 (2×3) торпедных аппаратов, 36 узлов.
- Эсминец «Гравина», то же.
- Эсминец «Ласага» (Эскадренные миноносцы типа «Альседо»), 1315 т., 3—102 мм, 4 (2×2) торпедных аппарата, 34 узла.

По

### Эскадра франкистов
- Тяжёлый крейсер «Балеарес»; 13200 т., 8(4×2)—203 мм, 4—100 мм, 33 узла.
- Тяжёлый крейсер «Канариас»; 13200 т., 8(4×2)—203 мм, 8—120 мм, 33 узла.
- Лёгкий крейсер «Альмиранте Сервера»; 9240 т., 8—152 мм, 4—102 мм, 34 узла.

По

## Бой
В 00:40 республиканский эсминец «Санчес Баркастеги» обнаружил слева три крейсера противника. Сообщив об этом флагману, эсминец выпустил по крейсерам противника две торпеды, которые в цель не попали. В это время дистанция между эскадрами составляла всего около 3000 м; эскадры двигались встречным курсом.
Франкисты также заметили противника, но не разобравшись в обстановке, приняли вправо, чтобы уклониться от боя. Возможно, именно благодаря этому повороту франкистские крейсера избежали попаданий торпед «Санчеса Баркастеги». Встреча с республиканским флотом стала для них полной неожиданностью. Примечательно, что и корабли Убиеты также повернули вправо с такой же целью. Эскадры начали расходиться, но примерно через час после первого контакта снова начали маневрировать. Виерна, решив не рисковать и продолжать сопровождение конвоя, описал полукруг и вернулся на обратный курс. Республиканский командующий был намерен отойти под прикрытие береговых батарей Картахены, но опасался, что эсминцы Первого дивизиона, прикрывавшие набег катеров на Пальма-де-Майорка, могли быть отрезаны противником. Он также лёг на обратный курс, чтобы прикрыть Первый дивизион. Командующие обеих эскадр не знали о местонахождении противника, но изменённый курс случайно привёл их к новой встрече.
Новый контакт эскадр произошёл в 02:14. С кораблей Виерны был снова замечен «Санчес Баркастеги» на дистанции 2000 м. Франкисты первыми открыли огонь — «Балеарес» дал залп по крейсерам Убиеты с 5000 м. Республиканцы ответили и вскоре огонь вели все крейсера противников, кроме концевого крейсера франкистов «Альмиранте Сервера» (видеть противника ему мешал шедший впереди «Канариас»). Балеарес также выпустил по республиканской эскадре торпеду. Но ни одна из сторон попаданий не добилась; причиной была плохая подготовка экипажей к ночному бою (другие источники сообщают, что «Балеарес» всё же получил три попадания с «Либертад»). Применение франкистами осветительных снарядов было, по мнению авторов, большой ошибкой — они демаскировали своё местоположение.
Как только завязался бой, Убиета приказал своим эсминцам атаковать франкистов торпедами. Три эсминца, находившиеся по левому борту от своих крейсеров, ближе к противнику, дали в 02:15 торпедный залп — «Санчес Баркастеги» выпустил 4 торпеды, «Альмиранте Антекера» 5 и «Лепанто» 3. «Санчес» вдобавок вёл артиллерийский огонь. В 02:16 флагман Виерны «Балеарес» получил попадания торпед (по свидетельствам выживших членов экипажа — одну или две, или две—три, или три). Но в любом случае участь «Балеареса» была решена — на нём произошла детонация носовых погребов, которая полностью разрушила корпус корабля до носовой трубы. Виерна, его штаб и все старшие офицеры корабля погибли сразу. Возможно, в корабль попали торпеды, выпущенные «Лепанто», а по другим источникам — торпеды атаковавших практически одновременно «Альмиранте Антекера» и «Лепанто». Поняв, что флагман вышел из строя, командир шедшего за «Балеаресом» крейсера «Канариас» принял командование эскадрой. Он резко отвернул, чтобы обойти корпус «Балеареса», увеличил ход и вышел из боя. На этом сражение завершилось. «Канариас» был также серьёзно повреждён: он получил торпеду с «Лепанто», у него была повреждена корма и оторван один винт, но корабль сохранил боеспособность. Республиканские корабли обошлись без повреждений.

## События после боя
Вышедший из строя «Балеарес» затонул не сразу. Он ещё несколько часов оставался на плаву с сильным пожаром, в то время как оставшиеся крейсера франкистов отошли, чтобы продолжать охранение конвоя (по утверждению республиканцев, бежали). Франкисты, через несколько часов доведя конвой до места, вернулись и в 07:20 их корабли были снова в районе боя.
Республиканское командование, чтобы добить «Балеарес», выслало авиацию. Первый бомбовый удар по крейсеру был нанесён в 07:18, когда рядом уже находились другие корабли. Бомбы в цель не попали. После этого были другие налёты, оказавшиеся также малоэффективными. Последний состоялся, видимо, когда «Балеарес» уже затонул. При этом близким разрывом бомбы был повреждён британский эсминец «Бореас», который, вместе с другим британским эсминцем «Кемпенфельт», подбирал остатки экипажа франкистского флагмана. В результате один британский моряк погиб и четверо были ранены.

## Итог и оценка действий сторон
Франкисты потерпели серьёзное поражение, потеряв мощный и современный корабль («Балеарес» пробыл в строю меньше года). В условиях крайне острой нехватки обученных кадров тяжёлой потерей стала гибель моряков — потери личного состава крейсера, по ряду данных, превысили 700 чел. Моральный удар по флоту франкистов оказался настолько силён, что он был вынужден на время отказаться от активных действий. Для республиканцев же победа у Палоса стала важным фактором поднятия боевого духа, подорванного из-за неудач на сухопутном фронте.
Действия обеих сторон в бою у Палоса подвергались критике специалистами. Убиету упрекали в нерешительности, поскольку у него была возможность, перегруппировав свои силы, без труда провести новые торпедные атаки и окончательно разгромить противника. Он не стал этого делать из-за сложной обстановки и низкого уровня боевого управления на республиканском флоте; кроме того, на его эсминцах заканчивались торпеды. Франкистов же к поражению привело плохое управление, неподготовленность к ночному бою и пренебрежение разведкой. Во время боя всё внимание франкистов было сосредоточено на крейсерах Убиеты, а эсминцы были ими, видимо, просто не замечены.
Несмотря на то, что бой окончился решительной победой республиканской эскадры, это никак не сказалось на общем исходе войны, судьба которой решалась на сухопутном фронте.